# Читати, Пьетро
Пьетро Читати (итал. Pietro Citati; 20 февраля 1930, Флоренция — 28 июля 2022, Роккамаре, Тоскана) — итальянский литературный критик, биограф, эссеист.

## Биография
Начинал учёбу в Турине, после бомбёжки в 1942 году семья перебралась в Лигурию. Окончил Высшую нормальную школу в Пизе. Сотрудничал с газетами Giorno, Corriere della Sera, Repubblica.

## Творчество
Автор биографий Александра Македонского, Гёте, Л. Толстого, Кафки, Пруста, Кэтрин Мэнсфилд, книги «Портреты женщин» (о Терезе Авильской, Джейн Остин, Лу Андреас-Саломе, Вирджинии Вулф), воспоминаний об Итало Кальвино и др.

## Признание
Книги Читати переведены на многие языки. Он — лауреат премий Багутта, Стрега, Гринцане Кавур, премии Медичи за иностранную книгу, кавалер итальянского ордена «За заслуги».